# Storia della Sicilia angioina
Il governo dei sovrani della dinastia Angioina in Sicilia durò dal 1266, quando il re della dinastia di origine sveva Manfredi di Sicilia, figlio naturale di Federico II di Svevia, venne sconfitto e  ucciso a Benevento da Carlo d'Angiò, fratello del re di Francia. Ma il governo dei sovrani angioini in Sicilia ebbe breve durata e si concluse già nel 1282 con la rivolta dei Vespri siciliani e la conquista aragonese.

## Storia
Alla fine della dinastia degli Hohenstaufen, nel 1266 il regno di Sicilia venne assegnato dal Papa, che considerava l'isola patrimonio della Chiesa, a Carlo I d'Angiò; Il diciassettenne Corradino di Svevia tentò di riconquistare il regno nel 1268, ma fu sconfitto nella Battaglia di Tagliacozzo e decapitato.

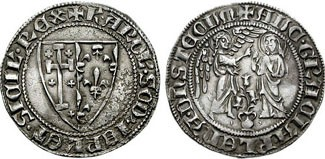
Saluto d'argento di Carlo I

In Sicilia, roccaforte svevo-normanna, la situazione si fece ben presto particolarmente critica per una generalizzata riduzione delle libertà dei baroni ed una opprimente politica fiscale.
Catania fu uno dei centri delle rivolte contro gli angioini: i catanesi, che avevano subito ingiustizie, sfruttamenti ed erano stati danneggiati economicamente dalla chiusura dei porti della città, contribuirono validamente al rovesciamento della “mala signoria”. I più importanti nomi che animarono la rivolta a Catania furono quelli di Palmiro, abate di Palermo, Gualtiero di Caltagirone, Alaimo da Lentini e Giovanni da Procida. Quest'ultimo nel 1280, travestito da monaco, si recò dal papa Niccolò III, dall'imperatore di Bisanzio Michele Paleologo e dal re Pietro III di Aragona, per chiedere: al papa di non appoggiare Carlo d'Angiò in caso di rivolta; all'imperatore Michele l'appoggio esterno contro il nemico comune; e al re d'Aragona di far valere il suo diritto al trono di Sicilia in quanto marito di Costanza figlia di Manfredi, l'ultimo degli Hohenstaufen.

### I Vespri

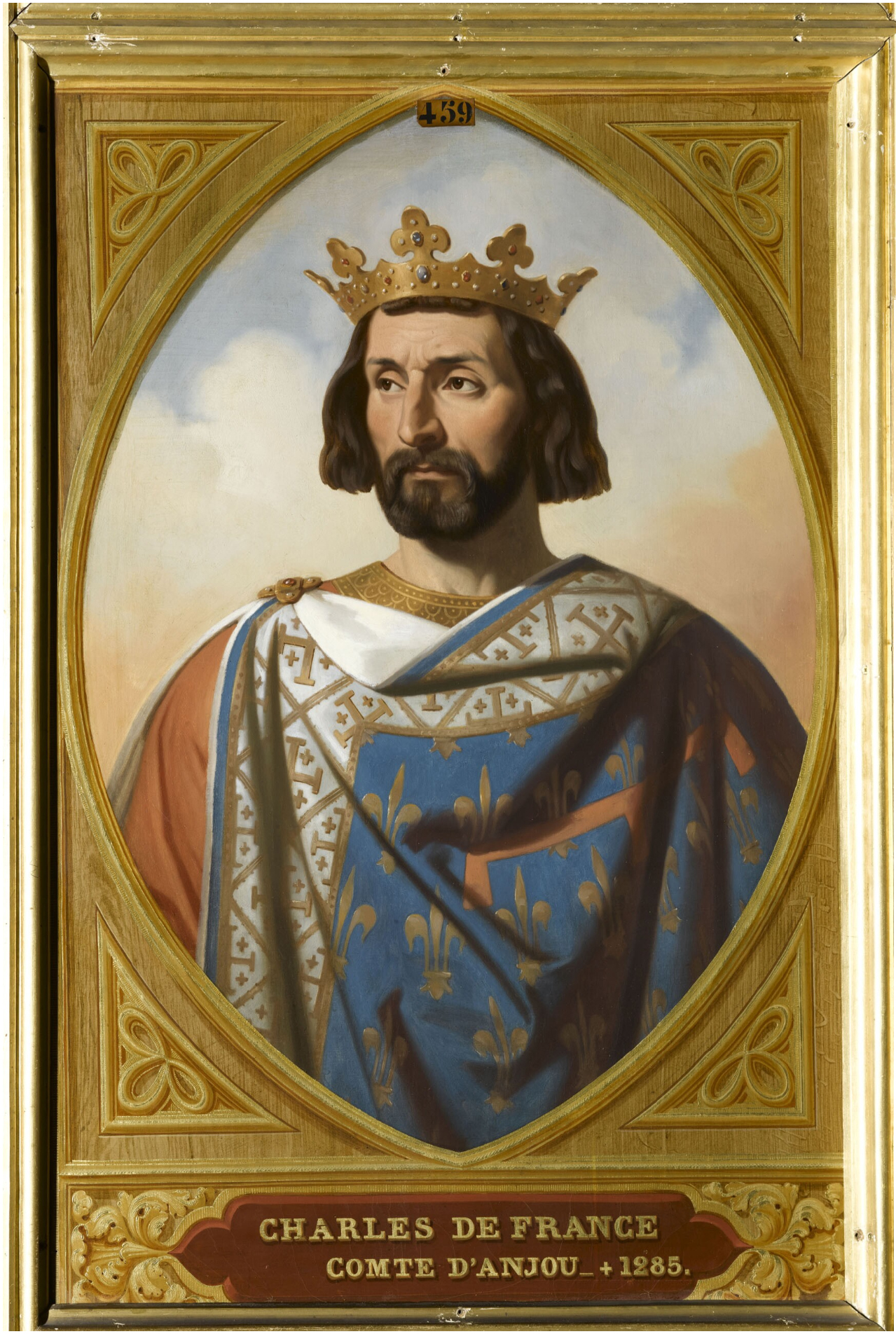
Ritratto di Carlo I d'Angiò

Il 29 marzo 1282 a Palermo i moti meglio conosciuti come “Vespri siciliani” posero fine al governo dell'isola da parte della dinastia di origine francese.
Il 25 luglio, Carlo, con le forze destinate alla guerra greca sbarcò in Sicilia e pose l'assedio a Messina. L'assedio durò fino a tutto il mese di settembre, ma la città non fu espugnata.
I siciliani, che avevano chiesto invano al papa la possibilità di autogovernarsi come confederazione di liberi comuni, offrirono la corona di Sicilia  al re di Aragona e Valencia, Pietro III il Grande, marito di Costanza di Hohenstaufen, figlia di re Manfredi di Svevia. Il sovrano aragonese il 30 agosto sbarcò a Trapani, con circa 9.000 armigeri, causando, meno di un mese più tardi, la fuga di Carlo, che, il 26 settembre, fu costretto a lasciare la Sicilia, perdendone di fatto il regno, dando così inizio al governo della dinastia degli Aragonesi in Sicilia (1282-1410).

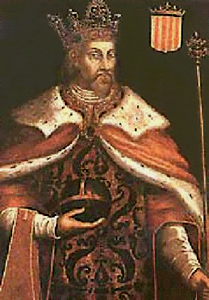
Pietro III di Aragona.

Carlo tentò di tornare in Sicilia, ma al largo di Malta, l'8 giugno 1283 si affrontarono per la prima volta la flotta aragonese-siciliana di Ruggiero di Lauria e quella angioina. L'ammiraglio Ruggiero inflisse un duro colpo agli angioini, che furono costretti alla fuga.
Il 5 giugno 1284 la flotta siciliano-aragonese, sotto il comando del Lauria si presentò dinanzi al porto di Napoli e il principe di Salerno e figlio di Carlo, Carlo lo Zoppo, disobbedendo all'ordine del padre di non muoversi prima del suo arrivo dalla Provenza, uscì dal porto con la sua flotta napoletana per combattere il Lauria, che invece lo sconfisse e fece prigioniero lui e parecchi nobili napoletani. Quando il sovrano arrivò a Gaeta e seppe della sconfitta dovette rinunciare all'invasione della Sicilia; assediò allora invano Reggio e poi, con le truppe assottigliate dalle diserzioni, si diresse in Puglia per riorganizzarsi e imporre l'esazione di nuove imposte.
Durante il viaggio, gravemente ammalato e stremato da una febbre persistente, morì a Foggia il 7 gennaio 1285. Le Guerre del Vespro proseguirono.